# Vejti
Vejti là một thị trấn thuộc hạt Baranya, Hungary. Thị trấn này có diện tích 9,76 km², dân số năm 2010 là 159 người, mật độ 16 người/km².